# (200182) 1999 OT3
(200182) 1999 OT3 es un asteroide perteneciente a asteroides que cruzan la órbita de Marte, descubierto el 22 de julio de 1999 por el equipo del Lincoln Near-Earth Asteroid Research desde el Laboratorio Lincoln, Socorro, Nuevo México.

## Designación y nombre
Designado provisionalmente como 1999 OT3.

## Características orbitales
1999 OT3 está situado a una distancia media del Sol de 2,061 ua, pudiendo alejarse hasta 2,743 ua y acercarse hasta 1,379 ua. Su excentricidad es 0,330 y la inclinación orbital 7,341 grados. Emplea 1081,12 días en completar una órbita alrededor del Sol.

## Características físicas
La magnitud absoluta de 1999 OT3 es 18,5.